# Vasco Fernandes (futebolista)
Vasco Herculano Salgado Cunha Mango Fernandes (Olhão, 12 de novembro de 1986), mais conhecido como Vasco Fernandes,  é um futebolista português que actualmente está ao serviço do Vitória Futebol Clube.
Iniciou a carreira como profissional no campeonato português, tendo passado também pelo francês e espanhol.
No início da época 2008/2009 regressou ao futebol português, trocando o Salamanca pelo Leixões Sport Club, que despertou novamente as equipas espanholas, tendo assinado pelo Celta de Vigo por empréstimo.
Representou a selecção nacional nas suas várias camadas por diversas vezes (num total de 22 partidas), tendo sido convocado na primeira convocatória do escalão sub-23, em Outubro de 2009.